# Umberto Florenzani
Umberto Florenzani (Pofi, 12 novembre 1919 – Roma, 23 febbraio 1987) è stato un vescovo cattolico italiano.

## Biografia
Nacque a Pofi, in provincia di Frosinone e diocesi di Veroli, il 12 novembre 1919; era il secondo dei cinque figli di Giuseppe e Giacinta Fiorini.

### Formazione e ministero sacerdotale
Dopo aver frequentato il ginnasio presso il seminario vescovile di Veroli, il 1º ottobre 1934 passò al Pontificio Collegio Leoniano di Anagni per gli studi filosofici e teologici.
Il 26 dicembre 1937 ricevette la tonsura dal vescovo di Anagni Attilio Adinolfi. In seguito prese gli ordini minori: divenne ostiario e lettore il 25 marzo 1939 per mano del vescovo di Alatri Edoardo Facchini, ed esorcista e accolito il 6 dicembre successivo nuovamente per mano di mons. Adinolfi. Fu ordinato suddiacono, dal vescovo di Orvieto Francesco Pieri, il 6 luglio 1941, e diacono il 12 dicembre seguente. Terminati gli studi, in attesa di raggiungere l'età canonica per poter ricevere l'ordinazione sacerdotale, fu nominato vicerettore del seminario vescovile di Veroli. Il 17 maggio 1942 fu ordinato presbitero, nella chiesa di San Pietro Apostolo a Pofi, dal vescovo di Veroli Francesco de Filippis.
Il 31 dicembre 1942 divenne parroco di San Pietro Apostolo a Pofi; in seguito svolse a Frosinone anche gli incarichi di insegnante di religione al liceo classico e di docente nella Scuola di teologia per religiose. Fu, inoltre, direttore dell'ufficio diocesano di pastorale. Il 16 agosto 1972 il vescovo Giuseppe Marafini, molto malato, lo scelse come suo vicario generale, per affiancarlo nel governo pastorale della diocesi di Veroli-Frosinone.

### Ministero episcopale
Il 1º febbraio 1973 papa Paolo VI lo nominò vescovo di Ferentino; succedette a Costantino Caminada, deceduto il 6 novembre 1972. Il 6 marzo 1973 fu ricevuto in udienza dal presidente della Repubblica Italiana Giovanni Leone per prestare il giuramento previsto dal concordato allora in vigore. Ricevette l'ordinazione episcopale l'11 marzo seguente, nella cattedrale di Sant'Andrea a Veroli, dal cardinale Carlo Confalonieri, prefetto emerito della Congregazione per i vescovi, co-consacranti l'arcivescovo Ernesto Civardi, segretario della medesima Congregazione, e il vescovo di Anagni e di Alatri Vittorio Ottaviani.
Continuò ad assistere, in qualità di ausiliare, il vescovo Giuseppe Marafini e, dopo la sua scomparsa, avvenuta il 10 agosto 1973, fu eletto vicario capitolare della diocesi di Veroli-Frosinone.
Il 21 dicembre dello stesso anno lo stesso Paolo VI lo trasferì alle diocesi di Alatri e di Anagni, sedi unite in persona episcopi, dove succedette a Vittorio Ottaviani, precedentemente nominato vescovo dei Marsi. L'11 febbraio 1974 prese possesso della diocesi di Anagni.
Mantenne l'amministrazione di Ferentino e di Veroli-Frosinone fino all'ingresso del nuovo ordinario diocesano, l'arcivescovo Michele Federici.
Nel concistoro del 12 dicembre 1974 papa Paolo VI gli consegnò il pallio, paramento liturgico un tempo concesso per privilegio ai vescovi di Anagni.
Durante il suo episcopato celebrò il sinodo diocesano di Alatri, nel 1984, e il 4º congresso eucaristico diocesano di Anagni, nel 1986.
Il 30 settembre 1986, a seguito dell'unione disposta dal decreto Instantibus votis delle sedi affidategli, divenne primo vescovo di Anagni-Alatri.
Morì il 23 febbraio 1987, all'età di 67 anni, presso il policlinico Agostino Gemelli di Roma.

## Genealogia episcopale
La genealogia episcopale è:
- Cardinale Scipione Rebiba
- Cardinale Giulio Antonio Santori
- Cardinale Girolamo Bernerio, O.P.
- Arcivescovo Galeazzo Sanvitale
- Cardinale Ludovico Ludovisi
- Cardinale Luigi Caetani
- Cardinale Ulderico Carpegna
- Cardinale Paluzzo Paluzzi Altieri degli Albertoni
- Papa Benedetto XIII
- Papa Benedetto XIV
- Papa Clemente XIII
- Cardinale Marcantonio Colonna
- Cardinale Giacinto Sigismondo Gerdil, B.
- Cardinale Giulio Maria della Somaglia
- Cardinale Carlo Odescalchi, S.I.
- Cardinale Costantino Patrizi Naro
- Cardinale Lucido Maria Parocchi
- Papa Pio X
- Papa Benedetto XV
- Papa Pio XII
- Cardinale Carlo Confalonieri
- Vescovo Umberto Florenzani